# Monofil
Als Monofil (auch Monofilament oder Draht) bezeichnet man ein Garn aus einem einzigen Filament („einfädig“) mit üblicherweise einem Durchmesser von größer als 0,1 mm und praktisch endloser Länge. Es existieren aber auch Monofile mit einem Durchmesser von unter 0,03 mm (30 µm), sogenannte Feinst-Monofilamente. Monofile mit einem Durchmesser von meist über 1 mm werden auch als Draht bezeichnet. Ein Monofil mit einer begrenzten Länge wird als Borste bezeichnet. Das Gegenstück des Monofils ist das sogenannte Multifil.

## Herstellung
Monofilamentgarne werden durch Extrusionsschmelzspinnverfahren aus Einlochdüsen ersponnen und erfahren durch ein nachgeschaltetes, meist mehrstufiges Verstrecken eine parallele Ausrichtung der Molekülketten. Durch den Verstreckungsprozess werden in Längsrichtung mechanische Eigenschaften (wie Festigkeit und Modul) erzielt, die deutlich über den Werten der unverstreckten Basispolymere liegen. Monofile werden aus nahezu allen thermoplastischen Kunststoffen hergestellt, insbesondere Polyester (PEs), Polyethylen (PE), Polypropylen (PP), Polyamid (PA), Polyvinylchlorid (PVC) und Polyvinylidenchlorid (PVDC). Für besondere Aufgabenstellungen werden aber auch technische Kunststoffe wie Polyphenylensulfid (PPS) und Polyetheretherketon (PEEK), Polyvinylidenfluorid (PVDF) oder Polyoxymethylen (POM) verwendet. Auch die resorbierbaren Kunststoffe Polydiaxanon und Polycapronlactonlactid werden als Monofila für chirurgisches Nahtmaterial eingesetzt. Der Querschnitt ist im einfachsten Fall kreisförmig, es sind aber auch durchaus komplexe Profile realisierbar.

## Anwendungsgebiete
Klassische Anwendungsgebiete sind Reißverschlüsse, Angelschnüre, Tennisschlägersaiten, Filtergewebe für eine Vielzahl von Anwendungen (z. B. Gewebe für allgemeine Schutzmasken, spezielle Atemschutzmasken sowie Blutfilter aus Feinstmonofilamenten), Siebtücher für Papiermaschinenbespannungen, Förderbänder, Sicherheitsgurte, Nähfaden (auch für chirurgische Anwendungen), Kunsthaar, Schläuche und vieles mehr. „Monofilamente“ mit bestimmter Knicklast dienen als Diagnostikinstrumente in der Neurologie.